# Liste der Kulturdenkmäler in Schrecksbach
Die folgende Liste enthält die in der Denkmaltopographie ausgewiesenen Kulturdenkmäler auf dem Gebiet des Ortsteils Schrecksbach der  Stadt Schrecksbach, Schwalm-Eder-Kreis, Hessen.
Hinweis: Die Reihenfolge der Denkmäler in dieser Liste orientiert sich an der Anschrift, alternativ ist sie auch nach der Bezeichnung oder der Bauzeit sortierbar.
Kulturdenkmäler werden fortlaufend im Denkmalverzeichnis des Landes Hessen durch das Landesamt für Denkmalpflege Hessen auf Basis des Hessischen Denkmalschutzgesetzes (HDSchG) geführt. Die Schutzwürdigkeit eines Kulturdenkmals hängt nicht von der Eintragung in das Denkmalverzeichnis des Landes Hessen oder der Veröffentlichung in der Denkmaltopographie ab.

Die Kulturdenkmäler der einzelnen Ortsteile finden sich in den Listen
- Liste der Kulturdenkmäler in Holzburg (Schrecksbach)
- Liste der Kulturdenkmäler in Röllshausen
- Liste der Kulturdenkmäler in Salmshausen

## Liste der Kulturdenkmäler in Schrecksbach
| Bild            | Bezeichnung                                   | Lage                                                              | Beschreibung | Bauzeit                            | Daten |
| --------------- | --------------------------------------------- | ----------------------------------------------------------------- | ------------ | ---------------------------------- | ----- |
| Bild gesucht BW | Bürgermeisteramt                              | Alsfelder Straße 14 LageFlur: 1, Flurstück: 1                     |              | um 1900                            |       |
| Bild gesucht BW | Schrecksbacher Hof                            | Alsfelder Straße 24 LageFlur: 6, Flurstück: 25                    |              | Frühes 20. Jahrhundert             |       |
| Bild gesucht BW | Doppelwohnhaus Alsfelder Straße 26            | Alsfelder Straße 26 LageFlur: 6, Flurstück: 26                    |              | 1910                               |       |
| Bild gesucht BW | Wohnhaus Alsfelder Straße 28                  | Alsfelder Straße 28 LageFlur: 6, Flurstück: 28                    |              | Frühes 20. Jahrhundert             |       |
| Bild gesucht BW | Haupthaus einer Hofanlage Alsfelder Straße 31 | Alsfelder Straße 31 LageFlur: 5, Flurstück: 43/1                  |              | um 1900                            |       |
| Bild gesucht BW | Haupthaus einer Hofanlage Alsfelder Straße 41 | Alsfelder Straße 41 LageFlur: 5, Flurstück: 32                    |              | um 1700                            |       |
| weitere Bilder  | Schwertzellscher Burghaus                     | Immichenhainer Straße 5 LageFlur: 3, Flurstück: 193/1             |              | Spätes 16. Jahrhundert             |       |
| Bild gesucht BW | Ernhaus Immichenhainer Straße 18 und 20       | Immichenhainer Straße 18 und 20 LageFlur: 1, Flurstück: 85 und 86 |              | Spätes 18. Jahrhundert             |       |
| Bild gesucht BW | Wohnhaus Kasseler Straße 3                    | Kasseler Straße 3 LageFlur: 2, Flurstück: 53                      |              | um 1800                            |       |
| Bild gesucht BW | Wohnhaus Kasseler Straße 15                   | Kasseler Straße 15 LageFlur: 2, Flurstück: 38                     |              | Frühes 20. Jahrhundert             |       |
| Bild gesucht BW | Mühlengebäude Mühlenrain 7                    | Mühlenrain 7 LageFlur: 5, Flurstück: 49                           |              | 1742                               |       |
| Bild gesucht BW | Ernhaus Mühlenrain 9                          | Mühlenrain 9 LageFlur: 5, Flurstück: 49                           |              | Mitte des 18. Jahrhunderts         |       |
| Bild gesucht BW | Ernhaus Wassergasse 2                         | Wassergasse 2 LageFlur: 1, Flurstück: 102/2                       |              | Zweite Hälfte der 18. Jahrhunderts |       |
| Bild gesucht BW | Wohnhaus Wassergasse 4                        | Wassergasse 4 LageFlur: 1, Flurstück: 102/1                       |              | Spätes 18. Jahrhundert             |       |
| Bild gesucht BW | Wohnwirtschaftsgebäude Wassergasse 5          | Wassergasse 5 LageFlur: 1, Flurstück: 97                          |              | 1853                               |       |
| Bild gesucht BW | Backhaus                                      | Wassergasse 11 1/2 LageFlur: 1, Flurstück: 92                     |              | Zweite Hälfte des 18. Jahrhunderts |       |